# Melbourne Shuffle
The Melbourne Shuffle (englisch (Durcheinander-)mischen), auch (The) Shuffle (IPA: [ˈʃʌfl̩] ), ist ein Tanzstil zu elektronischer Musik wie beispielsweise Acid House, Trance, Hardstyle oder Hardcore. Er entwickelte sich Ende der 1980er Jahre in der Techno-/House-Untergrund-Szene von Melbourne.

## Hintergrund
Der Melbourne Shuffle ist einer von verschiedenen Tanzstilen, die während der Acid-House-Bewegung entstanden. Er ist eine stark vereinfachte Variante des „Hax-2-da-Max“.
In Melbourne wurden die meisten Stile als Jacking, Stepping und Shuffling bezeichnet. Als der Acid-House jedoch abwechslungsreicher wurde, entstanden zwei besondere Tanzstile: Der Back-step und der Shuffle. Der Shuffle entwickelte sich in Melbourner Nachtclubs und bei anderen Events im Laufe der Jahre und übernahm Bewegungen und Tricks aus anderen bereits bestehenden Stilen, wie z. B. Drehungen und das Laufen auf der Stelle (Running Man).

## Tanzschritte und Tempo
Shuffle beinhaltet Schritte, die dem Twist und dem Moonwalk ähneln. Es sind keine Grenzen gesetzt, sodass jede Person, die diesen Stil tanzt, eigene Schrittfolgen und Armbewegungen entwickeln kann. Das Tempo ist üblicherweise zwischen 130 und 150 bpm.

### Der T-Step
Der Tanz besteht im Wesentlichen aus drei Grundschritten, die in zufälliger Abfolge rhythmisch miteinander kombiniert werden:

Der T-Step

Die Ausgangsposition der Füße stellt ein „T“ dar. Ein Bein tippt auf den Boden, während der Fuß des anderen Beines abwechselnd nach links und rechts gedreht wird („Sliding“). Ein dritter Schritt kombiniert die beiden ersten Schritte, indem ein Bein kurz das andere von hinten überkreuzt.

### Running Man

Der Running Man im Melbourne Shuffle (Anklicken zum Abspielen des Videos)

Ein erweiterter Bestandteil dieses Tanzstils ist der „Running Man“. Dieser wird in zufälliger Abfolge mit dem Shuffle kombiniert. Schnell und sanft genug ausgeführt entsteht der Eindruck, der Shuffler würde an Ort und Stelle gehen. Der Running Man wird in zwei Schritten ausgeführt. Die Grundposition bildet ein kleiner Ausfallschritt nach vorn. Aus dieser Position zieht man das vordere Bein durch einen kleinen Sprung bis in die Mitte des Ausfallschritts nach hinten. Während man dies tut, hebt man das hintere Bein ein bisschen an. Beide Füße müssen nun nebeneinander sein bzw. keiner weiter nach vorn oder hinten ragen als der andere. Nun folgt der zweite Schritt. Das Bein, welches man bis in die Mitte nach hinten gezogen hat, drückt man nun ganz nach hinten, währenddessen tritt man mit dem anderen Bein vorne auf. Man befindet sich in der entgegengesetzten Grundposition. Nun wiederholt man obige zwei Schritte aus dieser Position.

### Der Kick
Der Kick ist ein wichtiger Bestandteil des Shuffles, der jenen etwas „aufpeppt“. Dazu verwendet man die gleichen Schritte wie bei dem Grundschritt, jedoch wird der Fuß, der angehoben wird, nicht an den anderen angelegt, sondern man tritt mit ihm in die Luft.